# Dubbelpolige schakelaar

Standaardsymbool van een dubbelpolige schakelaar

Een dubbelpolige of tweepolige schakelaar beschikt over vier aansluitklemmen (1, 2, L1, L2). De werking is gelijk aan twee parallelle enkelpolige schakelaars die mechanisch gekoppeld zijn.
Het doel van deze schakelaar is het gelijktijdig sluiten of onderbreken van beide draden in de stroomkring. Omdat zowel de nuldraad als fasedraad worden onderbroken kan het gehele circuit achter de schakelaar spanningsvrij worden gemaakt. Bij gebruik van een enkelpolige schakelaar is dat niet het geval; de niet-geschakelde nuldraad kan een spanning ten opzichte van de aarde hebben.
Het gebruik van een dubbelpolige schakelaar is gewenst in vochtige ruimten en in situaties waarbij een installatie gegarandeerd spanningsvrij moet kunnen worden gemaakt. Ook bij wandcontactdozen en buiteninstallaties die men wenst te schakelen wordt vaak aangeraden om deze dubbelpolig te onderbreken.
De twee klemmen voor het aansluiten van de toevoerleiding hebben een andere kleur of zijn gekenmerkt met P of L. Doordat de dubbelpolige schakelaar evenveel aansluitpunten heeft als een kruisschakelaar (namelijk 4), worden deze twee weleens verward. Een dubbelpolige schakelaar is echter herkenbaar door de schakelstandaanduiding op de bedieningsknop, meestal I en O.